# Master of Orion III
Master of Orion III est un jeu vidéo de gestion et de stratégie au tour par tour sorti en 2003. Développé par Quicksilver Software, puis édité par Infogrames, il succède à Master of Orion et à Master of Orion II: Battle at Antares. Un jeu sous licence GPL tiré de cet univers est également en développement, FreeOrion.

## Accueil
| Master of Orion III   |      |       |
| Média                 | Pays | Notes |
| Computer Gaming World | US   | 3/5   |
| Eurogamer             | GB   | 3/10  |
| Game Revolution       | GB   | C+    |
| GameSpot              | US   | 67 %  |
| IGN                   | US   | 92 %  |
| Compilations de notes |      |       |
| Metacritic            | US   | 64 %  |
| GameRankings          | US   | 60 %  |